# Richard Neutra
Richard Joseph Neutra (Viena, 8 de abril de 1892 – Wuppertal, 16 de abril de 1970) foi um arquiteto austro-americano. Vivendo e trabalhando a maior parte de sua carreira no Sul da Califórnia, se tornou um dos mais importantes arquitetos da terceira geração do movimento moderno.

## Biografia
Nascido no distrito de Leopoldstadt em Viena, na então Áustria-Hungria, Richard Joseph Neutra nasceu numa família rica de origem judaica, sendo o mais novo de quatro irmãos. Seu pai, o judeu-húngaro Samuel Neutra (1844–1920) era proprietário de uma fundição de bronze. Sua mãe, Elizabeth "Betty" Glaser  (1851–1905), era integrante da Comunidade Israelita Vienense.
Em 1910, depois de frequentar o ginásio, ele entrou para a Universidade Técnica de Viena (1910-1918), onde teve aulas com  Max Fabiani e Karl Mayreder. Paralelamente, em 1912, teve aulas na escola de construção de Adolf Loos, por quem tinha grande respeito e admiração. Loos tinha interesse na arquitetura moderna dos Estados Unidos, em especial nos edifícios construídos por Frank Lloyd Wright, e Neutra não era diferente. Ainda estudante, ele se sentia apaixonado e intrigado pela energia e pelo otimismo daquele país e alimentava o sonho de conhecê-lo.
Em 1912, ele realizou uma viagem de estudos com seu amigo Ernst Ludwig Freud, filho de Sigmund Freud, pela Itália e pelos Bálcãs.
A Primeira Guerra Mundial interrompeu por um tempo os estudos de Richard Neutra. Convocado como tenente de reserva na artilharia, acabou por ficar doente contraindo malária e tuberculose. Durante a guerra seu primeiro projeto é construído: uma casa de chá dos oficiais militares que, primeiramente, antecipa alguns elementos de sua arquitetura de pavilhão de delgados pilares e vigas.
No verão de 1918, pôde concluir seus estudos universitários, diplomando-se arquiteto.
Em 1919, ele se internou em um spa perto de Zurique, na Suíça, para recuperar sua saúde. Ao mesmo tempo, trabalhou com o arquiteto paisagista e jardineiro suíço Gustav Ammann. Durante sua estada em Zurique, Neutra conheceu sua futura esposa, a violoncelista e cantora Dione Niedermann (1902-1990), filha de um arquiteto. Eles se casariam em 22 de dezembro de 1922.
Em 1920, Ernst Freud empregou Neutra em seu escritório em Berlim. No ano seguinte, serviu brevemente no departamento de obras públicas e urbanismo de Luckenwalde, um povoado ao sul de Berlim, onde conheceu o inventivo Erich Mendelsohn, de quem se tornou assistente. Neutra contribuiu para o escritório de Mendelsohn vencer um concurso para a construção, nunca realizada, de um centro comercial (1922) em Haifa, na Palestina.

### Mudança aos Estados Unidos
Em 1923, Richard Neutra decidiu emigrar para os Estados Unidos juntamente com a esposa Dione; ele somente se naturalizaria americano em 1929.
Procurou emprego em escritórios de Nova Iorque e em Chicago, no escritório Holabird & Roche, cujos cenário já estava dominado por arranha-céus. Neutra teve a oportunidade de conhecer o quase septuagenário Louis Sullivan. Quando este veio a falecer, em abril de 1924, Neutra foi apresentado a Frank Lloyd Wright no funeral de Sullivan. No mesmo ano, nasce o primeiro filho do arquiteto, batizado por ele de Frank Neutra em homenagem ao mestre.
A convite de Wright, o casal Neutra se mudou por uns meses para o famoso estúdio de Taliesin, em Wisconsin, onde o arquiteto trabalhou em alguns projetos, como o de uma sinagoga em Viena.  Apesar do grande encantamento, Neutra acaba por se decepcionar com a arquitetura carregada de ornamentação do grande mestre, vindo a se libertar da coerção da influência estilística de Wright pouco tempo depois.
Em 1925, Richard e Dione Neutra se mudaram para Los Angeles, na Califórnia, onde havia o contato com Rudolph Schindler, um antigo amigo e colega de faculdade de Viena, que viria a se tornar seu rival. Empregado por Schindler, trabalhou em vários projetos. Os primeiros projetos de Neutra em Los Angeles foram um jardim para a casa de praia projetada por Schindler (1922-25) para o Dr. Philip Lovell (chamada Lovel Beach House), em Newport Beach, e uma pérgula e uma piscina para o complexo da socialite Aline Barnsdall criado por Wright e Schindler, conhecido como Hollyhock House.
Eles também organizam, ao lado do urbanista Carol Aronovici (1881–1957), a AGIC (Achitecture Group for Industry and Commerce), através da qual criam planos ambiciosos, mas quase nada sai do papel. Em 1926, Neutra e Schindler participam conjuntamente, mas sem êxito, na competição para o projeto do Palácio da Liga das Nações em Genebra. Neutra então decide abrir sua própria firma em 1926. Em outubro desse mesmo ano, nasce seu segundo filho, Dion Neutra.
Em sua própria prática, Richard Neutra começou a desenhar e a construir obras que incorporavam critérios inovadores do chamado International Style (ou Estilo Internacional), das quais vinte são consideradas monumentos histórico-culturais. Sua primeira grande encomenda na América, projetada nessa nova linha, foi Jardinette Apartaments (1927), um pequeno prédio de apartamentos em Hollywood. No mesmo ano, ele publicou em Stuttgart o seu primeiro livro Wie baut Amerika? (Como Construir a América?), que chamou a atenção de críticos.
Em 1927 ele recebeu o encargo de construir uma casa em Hollywood Hills para o Dr. Philip Lovell, o mesmo médico para quem seu ex-parceiro Schindler havia construído uma casa de praia (Lovell Beach House), cujo paisagismo foi, por sua vez, projetado por Neutra. Embora tenha representado uma virada na carreira de Neutra, a construção da Lovell Health House (1927-29) acabou por causar um conflito entre ele e Schindler.
A Lovell Health House foi a primeira residência construída com estrutura metálica nos Estados Unidos, com características muito semelhantes às observadas nos trabalhos de Mies van der Rohe e Corbusier. O terreno inclinado obrigou Neutra a projetar a casa com base na tecnologia dos arranha-céus - com que estava familiarizado devido a seu trabalho em Chicago - e a planejar cuidadosamente todo o processo construtivo, sendo este, quase artesanal. Neste projeto utiliza elementos que participariam posteriormente de sua arquitetura, como grandes painéis de vidro, balcões suspensos e pureza na forma. Apropria-se de um elemento muito difundido por Le Corbusier: a teto-jardim. Foi influenciado também pelas Teorias da Gestalt e pelas ideias da Bauhaus como a percepção de claro/escuro, cheio/vazio e do objeto como superfície.

## Biorrealismo
O tema central tanto da obra como das escritas de Neutra era o impacto benéfico de um ambiente bem projetado sobre a saúde geral do sistema nervoso humano. E, ainda que o seu chamado "biorrealismo" se fundamentasse em grande parte em argumentos não comprovados, que associavam a forma arquitetônica à saúde geral, fica difícil desacreditar a extraordinária sensibilidade e a atitude supra funcional que matizavam toda a sua abordagem.

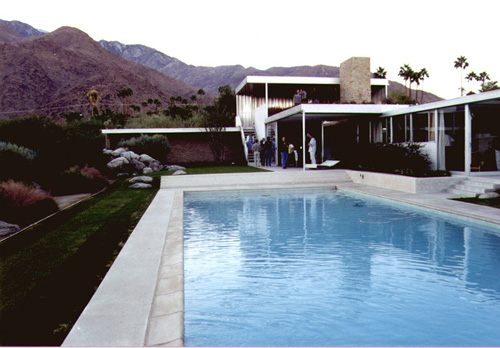
Casa Kaufman, Palm Springs, foto de 2000

Em seu livro Survival Through Design [Sobrevivência pelo Design] (1954) escreveu:
"Tornou-se imperativo que, ao projetarmos nosso ambiente físico coloquemos conscientemente a questão da sobrevivência no sentido mais amplo do termo. Qualquer projeto que confira ou imponha uma tensão excessiva ao aparto natural humano deve ser eliminado ou modificado de acordo com as exigências de nosso funcionamento nervoso e, mais gradualmente, de todo o nosso funcionamento fisiológico".1

## Forma abstrata
Portanto a preocupação básica de Neutra não era a forma abstrata enquanto tal, mas sim a modulação do Sol e da luz, bem como a articulação sensível da cortina de plantas entre o edifício e o contexto geral. Todos estes aspectos foram muito bem explorados na Kaufmann Desert House, construída em Palm Spring, Califórnia entre 1946-47.
O primeiro trabalho que projetou Neutra internacionalmente foi a L

## Dança exultante de interconexões
Para Neutra, a boa arquitetura reconcilia a humanidade com a natureza em uma "dança exultante de interconexões". A relação de Neutra com a psicologia experimental embasava suas ideias sobre como o edifício, a natureza e a humanidade se inter-relacionam. Para ele a natureza não era o outro, e sim nós mesmos, e em sua arquitetura se utilizava disto com divisórias móveis de vidro, espelhos d’água e coberturas que "entravam" no exterior, atravessando os limites do edifício. A melhor representação desta relação interior/exterior é encontrada nas suas escolas, como no caso da Corona School (1935), em Bell, Califórnia. Para ele não se tratava somente de levar a sala de aula para o exterior, mas também dar uma nova abordagem ao sistema educacional.
A Corona adota o listening classrooms e faz com que o professor se torne parte do grupo, ao mesmo tempo que os alunos deixam de estar presos às carteiras fixas. E isto foi radical, na medida em que fez da arquitetura um veículo para um novo projeto social colocando em xeque não apenas a imagem do edifício escolar, mas também a forma como o aprendizado deveria acontecer. Cada sala, maior que as convencionais, tem pé direito também mais alto que o convencional, e possui um pátio individual que funciona como extensão do espaço interno. Para Neutra, o contato com a natureza era muito importante para a formação da criança.
Depois de Corona, desenvolveu este conceito em muitas de suas obras, se utilizando de outros conceitos e experimentações diversas, desde a questão espacial, até os métodos construtivos. Essa experiência foi fundamental, para que em 1944, pudesse desenvolver uma série de edifício institucionais em Porto Rico. A ideia era empregar a arquitetura de forma a erradicar as condições que conduziam à miséria. Uma arquitetura econômica, com obras velozes e uma gama reduzida de materiais possibilitou a construção de mais de 250 edifícios, entre escolas, centros rurais, habitações e hospitais, tudo isto em apenas 14 meses.
Logo após a depressão americana de 1929 e sob as difíceis condições econômicas da época constrói a Beard House (1934-35), uma casa com dimensões modestas feita para um amigo californiano. Trabalha usando características da american way of life, unindo a leveza e a precisão dos detalhes da arquitetura europeia com o arrojo americano. A casa possui uma série de sistemas e matérias inovadores mais foi totalmente construída com técnicas artesanais. Por este trabalho Neutra recebeu uma medalha de ouro em uma premiação, o que deu a ele mais prestígio para comentar destes sistemas modernos construídos e montados artesanalmente.

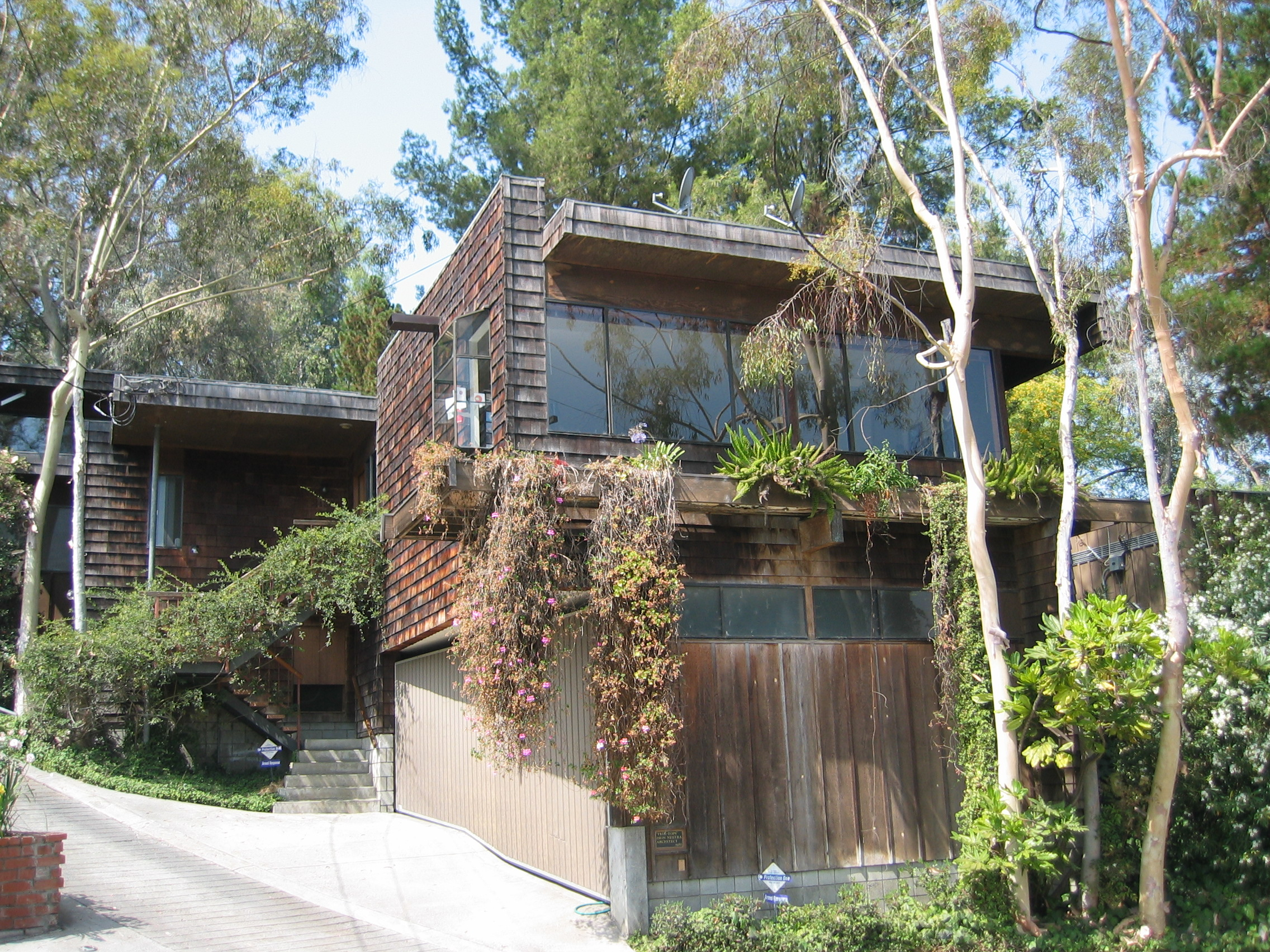
Treetops House

Em 1937, ao chagar ao terreno que iria receber a Miller House, Neutra leva uma mesa giratória para que pudesse desenhar vários croquis do lugar enquanto acompanhava o movimento do sol, analisava insolações e sombras e outros detalhes do local, revelando sua enorme preocupação com o aspecto humano das construções. Neutra, como em todos os seus projetos estudava detalhadamente a vida do proprietário, para que fizesse uma casa única, e nesta chegou ao extremo de saber quantas peças de roupa tinham os moradores.
A Case Study House nº 20 (1946-48) expressa uma ideia de Neutra, a casa e quatro pátios. Segundo ele isto amplia a área da casa sem realmente aumentá-la. Projetada para a revista "Arts and Architecture", a pequena casa divide o espaço externo em quatro pátios de distintas funções. Construída em estrutura de madeira, esse é um exemplo das ideias de Neutra quanto à industrialização, à relação do edifício com o entorno e à subversão do confinamento das pequenas residências pela utilização das teorias sobre a alteração das percepções espaciais.
Em 1949 é capa da revista TIME e é aclamado como líder vanguardista do movimento para harmonizar e domesticar o Estilo Internacional, na medida em que utiliza elementos deste estilo, mas tenta ao máximo regionalizá-los. Apesar de no final da década de 60 a modernidade ortodoxa e moralizante que Neutra representava ter perdido adeptos, sua carreira segue até sua morte em 1970.
Neutra forneceu uma notável e excelente contribuição no sentido de isolar a arquitetura da arquitetura-arte, de separá-la de um rótulo artístico que se tornou tradicional através da caricatura do culturalismo e encaminhá-la para uma existência própria, reatando-a à tradição mais eficaz de sua história construtiva.

## Cronologia de Projetos
- 1923 – Competição para o Centro de Negócios, Haifa. Eric Mendelsohn e Neutra. Primeiro Lugar. (Projeto)
- 1923-30 – Rush City Reformed. (Projeto)
- 1927 – Palácio da Liga das Nações, Genebra. Neutra e R. M. Schindler.
- 1929 – Lovell House, Los Angeles.
- 1933 – Casa Richard Neutra, Los Angeles.
- 1935 – Casa Beard, Altadena.

Escola Avenida Corona, Bell (Los Angeles).
- 1936 – Casa Plywood Model, Los Angeles.

Academia Militar Califórnia, Los Angeles.
- 1937 – Casa Miller, Palm Spring.
- 1938 – Apartamentos Strathmore, West Angeles.
- 1939 – Centro de Administração Nacional da Juventude, Sacramento e São Luis Obispo.

Vila Amity, Mútuo Desenvolvimento de Habitações, Compton.
- 1942 – Casa Nesbitt, West Los Angeles.

Channel Heights, Desenvolvimento de Habitações Federais, São Pedro.
Apartamentos Kelton, West Los Angeles.
- 1944 – Escolas Rurais e Centros Saúde, Porto Rico.

Escolas Urbanas, Hospitais e Centros de Saúde, Porto Rico.
- 1946-47 – Kaufmann House (Casa do Deserto), Palm Springs.
- 1948 – Casa Tremaine, Santa Barbara.

Prédio de Suplementos Médicos Aloe, Los Angeles.
Casas estúdio da Revista Arts & Architecture para Dr. Bailey.
- 1950 – Plano de Renovação do Desenvolvimento Urbano para Sacramento.
- 1950-53 – Renovação do Desenvolvimento Urbano para Autoridades de habitações de Los Angeles.
- 1951 – Prédio Northwester Insurance, Loa Angeles.
- 1952 – Casa Moore, Ojai.
- 1953 – Escola Elementar Kester Avenue, Los Angeles.
- 1955 – Centro Médico São Bernardino, São Bernardino.

Prédio de Ciência e Auditório, Faculdade São João, Anápolis, Md.
- 1956 – Instituto Geomological, West Los Angeles.
- 1957 – Prédio de Ciência, e Speech Arts e Auditório de Música, Orange Coast College, Costa Mesa.

Escola Intermediária Alamitos, Garden Grove.
- 1958 – Igreja Metodista Riviera, Redondo Beach
- 1959 – Düsseldorf Thester Competition, Alemanha.

Museu de História Natural Dayton, Dayton, Ohio.